# Incident de Pétritch
Pour les articles homonymes, voir Pétritch (homonymie).

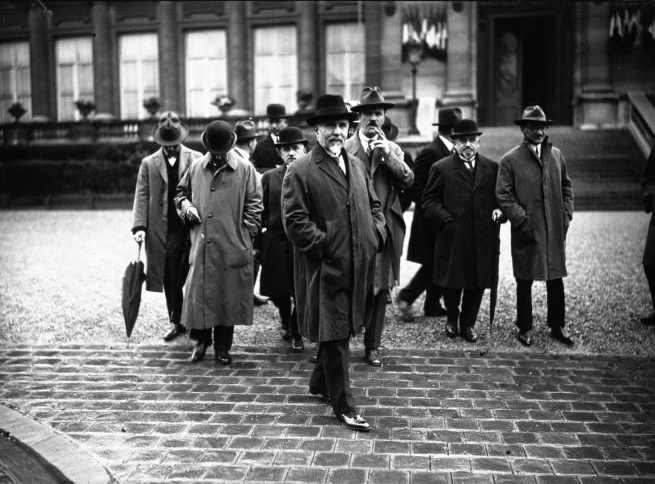
Alexandre Carapanos, ambassadeur de Grèce à Paris, lors des discussions à la SDN.

L’incident de Pétritch est un différend gréco-bulgare qui se déroule à la frontière des deux pays en octobre 1925. L’intervention de la Société des Nations (SDN) met fin à l’affaire pacifiquement.

## La crise
Le 19 octobre 1925, une sentinelle bulgare, en poste sur la frontière, abat un soldat grec, qui aurait tenté de rattraper son chien.
Le 22 octobre, en représailles, l’armée grecque franchit la frontière sur ordre de Theodoros Pangalos, occupe dix villages bulgares et tente d'occuper la ville limitrophe de Pétritch. Elle justifie son intervention par la traque de terroristes macédoniens dans la région. Ne rencontrant qu’une résistance symbolique de l’armée bulgare, la Grèce réclame des dédommagements pour la mort de son garde-frontière.
Le 23 octobre, la Bulgarie fait appel à la Société des Nations en invoquant l’article 11, section 1, de son pacte.
Immédiatement, Aristide Briand, alors président du Conseil de la Société des Nations, envoie un télégramme aux gouvernements bulgare et grec. Dans ce message, il précise que la Société des Nations ne prendra l’affaire en charge que si les deux pays arrêtent leurs opérations militaires et s’assurent que leurs troupes quittent le territoire adverse. L’effet est immédiat puisque l’offensive grecque du 24 est annulée, et l’armée se retire du territoire bulgare.

## Intervention de la Société des Nations
Le 24 octobre, le Conseil de la Société des Nations est réuni d’urgence et approuve son président. Il envoie sur place des attachés militaires français, britanniques et italiens, qui confirment que la décision du Conseil est respectée. À la suite de cela est envoyée une commission d’enquête, qui remet son rapport trois semaines plus tard dans lequel elle affirme la responsabilité de la Grèce dans l’affaire et force la Grèce à payer 30 millions de levs en compensation de réparations à la Bulgarie. De plus, pour éviter que des incidents similaires ne se reproduisent, la commission préconise la réorganisation des gardes-frontières de la région et le versement d’une aide économique aux deux États. Le rapport est pris en compte par le Conseil et accepté par les deux États impliqués.
Néanmoins, le succès de l’opération de la Société des Nations n’est pas total. En effet, la Bulgarie déplore 50 morts durant la crise. De plus, peu après, la Grèce se plaint auprès de la SDN de l’inégalité de traitement qu’elle a reçu par rapport à celui de l’Italie dans l’incident de Corfou en 1923. Après le meurtre du général italien Enrico Tellini, qui délimitait la frontière entre l'Albanie et la Grèce, les forces armées italiennes ont occupé l’île grecque de Corfou et causé au moins 15 morts, sans qu’aucun dédommagement ne soit exigé de l’Italie pour cette occupation.